# Tank latte
Nell'allevamento di bestiame un tank latte è una vasca di stoccaggio per raffreddare o conservare il latte ad una temperatura bassa fino al momento in cui può essere raccolto da un apposito camion cisterna. Generalmente è fabbricato in acciaio inossidabile ed usato quotidianamente per raccogliere il latte della mungitura. Ogni volta che viene svuotato va pulito accuratamente. Il tank latte è un'attrezzatura importante della fattoria.

## Tipi di tank latte
L'allevatore può scegliere tra tank aperti (da 150 a 3 000 litri) o chiusi (da 1000 a 10 000 litri), ad espansione diretta o ad acqua fredda. Il prezzo può cambiare considerevolmente in funzione delle norme di fabbrica. Il tipo e la capacità del tank dipendono dal numero di capi, dalla frequenza della mungitura, dalla qualità ricercata, dalla disponibilità di energia e acqua (nonché dai relativi costi) e dalle possibilità di sviluppo dell'azienda. Nei sistemi ad espansione diretta, il latte è raffreddato dalle piastre che sono in contatto diretto con la vasca interna del tank. Nei sistemi ad acqua fredda, il latte è raffreddato quando questa scorre lungo la parete interna del tank. I sili da latte (10 000 litri e più) sono utilizzati dai produttori più grandi. Sono installati all'esterno, vicino al luogo in cui avviene la mungitura; tutti i sistemi di controllo, così come le entrate e le uscite, si trovando in un locale coperto e chiuso.

## Norme di fabbrica dei tank latte
Le norme definiscono tra gli altri: isolamento, rimescolio, potenza del raffreddamento, margini di tolleranza nelle misurazioni e calibratura.
ISO Lo standard ISO 5708 è stato emesso nel 1983.
Norma Americana L'aggiornamento 3A 13-10 risale al 2003.
Norma Unione Europea Le norme europee sono state pubblicate nel 2003.

## Descrizione di un tank latte
Un tank latte è costituito da una vasca interna e da una vasca esterna, in acciaio inossidabile compatibile con l'immagazzinamento di derrate alimentari. Nei tank ad espansione diretta, saldato alla vasca si trova un sistema di piastra e di tubi in cui circola un gas refrigerante (R22). Questo gas assorbe il calore del latte contenuto nella cisterna. I tank ad espansione diretta hanno un compressore ed una griglia di condensazione in cui circola il gas refrigerante (come un frigorifero). Lo spazio tra le due vasche in inox è riempito di schiuma di poliuretano isolante. Se dovesse mancare la corrente elettrica, il sistema deve essere in grado di non aumentare di più di un grado ogni 24 ore. Per raffreddare rapidamente e in modo omogeneo tutto il contenuto della vasca, ogni tank dispone di un agitatore magnetico. Nella parte superiore di ogni tank si trova un passaggio, chiuso ermeticamente, che consente i controlli e, se occorre, una pulizia manuale. Un tank latte è di solito posato su 4, 6 o 8 piedi regolabili. La vasca interna è leggermente inclinata così da essere, se occorre, completamente svuotata. Nella parte inferiore di ogni tank si trova uno scarico. Non manca infine un termometro per verificare la temperatura all'interno. La maggior parte ha un sistema di lavaggio automatico che, con una pompa e un diffusore, utilizza acqua calda e fredda combinata a detergenti ogni volta che il tank viene svuotato. Quasi ogni tank è munito di una scatola dei comandi, che gestisce il processo di raffreddamento, il rimescolio, il lavaggio e così via.

## Pre – raffreddamento del latte
Per risparmiare energia, ed in particolar modo per avere una curva di refrigerazione costante e continua nel tempo (altrimenti l'aggiunta del nuovo latte appena munto fa innalzare la temperatura del latte già interno al tank favorendo così lo sviluppo della carica microbica), si preraffredda il latte al momento della mungitura, prima di convogliarlo nel tank, con un sistema di tubi in cui circola acqua fredda.

## Temperatura di raffreddamento
La temperatura normale di stoccaggio del latte va dai 3 ai 4 °C. Per la fabbricazione del formaggio a base di latte crudo, si consiglia piuttosto una temperatura di 12 °C: le caratteristiche del latte saranno meglio preservate. Il tank latte è di rado riempito in una sola volta. Può essere previsto per diversi cici di mungitura (da 2 a 6). La capacità di raffreddamento dipende dal numero delle mungiture previste e dalla temperatura ambiente.

## Sistema di lavaggio del tank latte
Tutti i tank chiusi dispongono di un sistema di lavaggio automatico, che viene azionato una volta svuotata la cisterna.
Il lavaggio si svolge nel seguente modo:
- pre-lavaggio con acqua fredda,
- pre-lavaggio con acqua calda per riscaldare la parete della cisterna,
- dispersione di una soluzione a base di detersivo e disinfettante a 50 °C durante 6 minuti,
- sciacquatura con acqua fredda (in certi casi con cloro),
- ultima sciacquatura con acqua fredda potabile.

I tank puliti con prodotti acidi vanno trattati per far sparire i depositi calcarei.

## Costi di funzionamento
Si può risparmiare sui costi di funzionamento immagazzinando l'acqua fredda e ricorrendo a tariffe speciali per l'energia elettrica. Anche preraffreddare il latte consente di risparmiare sui costi, e permette al tank di funzionare meglio. Il gruppo di raffreddamento, inoltre, può essere collocato in un luogo ben aerato. Nei limiti del possibile, è meglio che i condensatori non si trovino a sud; vanno inoltre installati in modo da poter assorbire ed evacuare grandi quantità di aria. Il tank latte deve essere facilmente accessibile ai camion di raccolta (meno di 3 metri), che non dovrebbero attraversare le aree in cui si trovano gli animali. Benché i tank siano calibrati al momento della loro installazione, può darsi che scosse sismiche o altri fattori li sregolino: ciò può tradursi in un minore guadagno per il produttore.

## Standards di uscite di tank latte
Si possono trovare modelli svedesi (SMS 1145), tedeschi (DIN 11851), inglesi RJT (BS 4825), IDF (ISO 2853), tri-clamp (ISO 2852), danesi (DS 722), senza parlare dei diversi diametri. Gli standard cambiano da un paese all'altro.

## Altri usi di un tank latte
I tank possono essere usati per riscaldare e raffreddare qualsiasi altro liquido: acqua, succo di frutta, miele, vino, birra, inchiostro, vernice, cosmetico, additivo alimentare, coltura batteriologica, liquido detersivo, olio o sangue.